# 設楽町奥三河郷土館
設楽町奥三河郷土館（したらちょうおくみかわきょうどかん）は、愛知県北設楽郡設楽町清崎の道の駅したらにある郷土博物館。

## 歴史

### 前身の施設
1960年（昭和35年）8月、設楽町立田口小学校運動場下の田口字辻前32番地に設楽町郷土博物館が新築開館した。萩平の平松雅夫（内務官僚、田口鉄道取締役）によって寄付された建設費100万円、大名倉の伊藤正松から寄贈された考古学資料によって開館したものである。設楽町郷土博物館は2階建の洋風建築であり、1階が事務室・会議室・倉庫、2階が展示室だった。

### 田口時代（1977年～2016年）
1977年（昭和52年）3月には設楽町田口字アラコ14番地に移転し、設楽町奥三河郷土館に改称した。館名の奥三河は旧北設楽郡設楽町・東栄町・稲武町・津具村・豊根村・富山村を表しており、設楽町にとどまらない範囲の資料が収集されている。
開館時の収蔵資料は約7万点、展示資料は約5000点だった。1968年（昭和43年）8月には豊橋鉄道田口線が廃線となったが、1977年（昭和52年）5月末には旧田峯駅から田口線で用いられていた車両「モハ14」を移設した。1983年（昭和58年）には奥三河郷土館の付属施設としてビジターセンターが開館した。1993年（平成5年）には収蔵資料が約8万1000点、展示資料が約1万3000点まで増加した。2002年（平成14年）には奥三河郷土館の2階に自然資料室が設けられた。
移転準備のため、2016年（平成28年）9月30日をもって閉館した。

### 道の駅したら時代（2021年～）

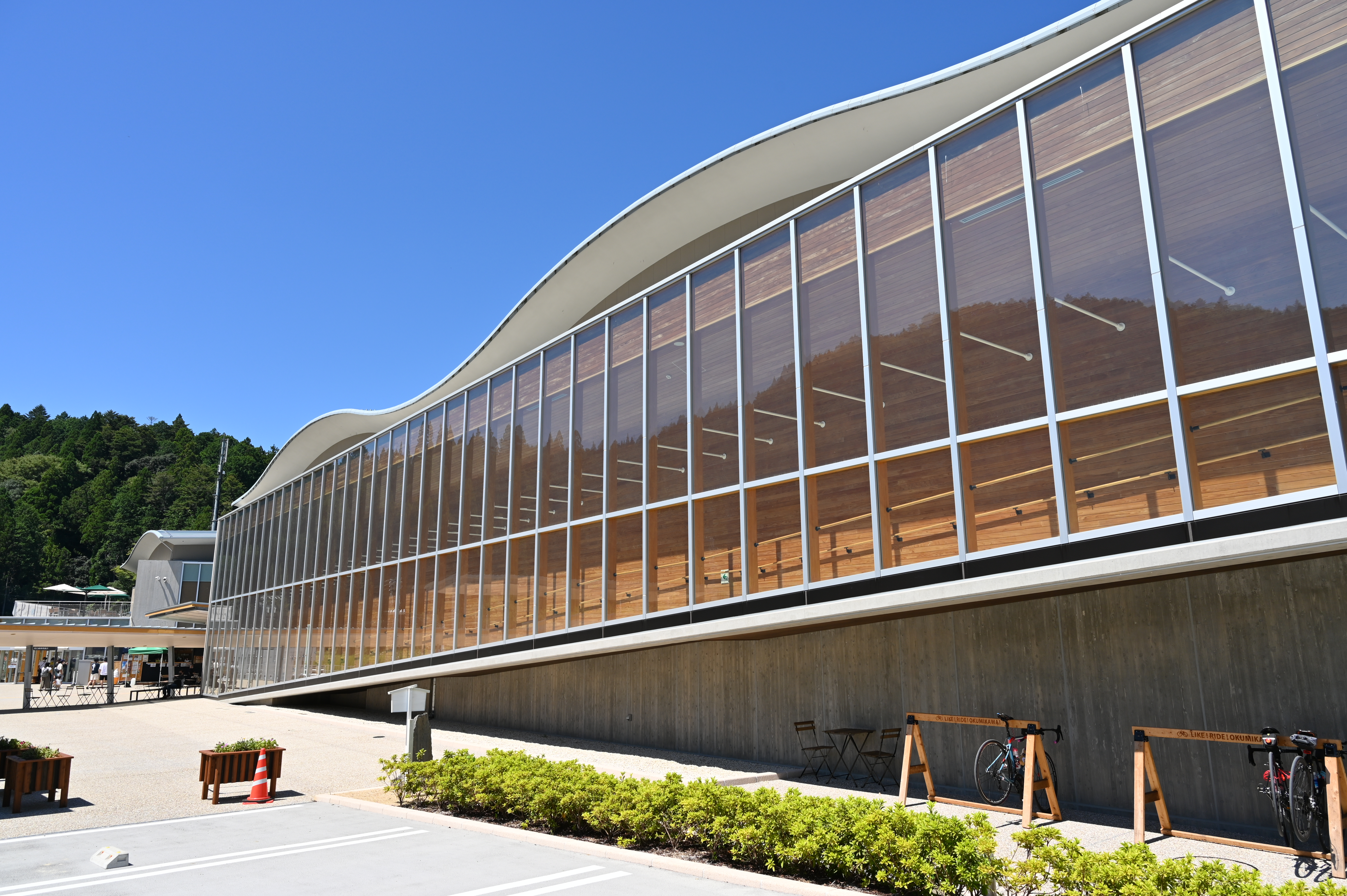
設楽町奥三河郷土館が入る道の駅したら

2021年（令和3年）5月13日、設楽町清崎に道の駅したらが開業し、施設内に5年ぶりに設楽町奥三河郷土館が開館した。

## 展示
資料の多くは町内外から寄贈されたもので約70,000点を収蔵。うち自然資料945点、考古資料1,640点、歴史関係資料1，375点、民族資料6,770点のほか、屋外に廃線となった豊橋鉄道田口線の車両「モハ14」が展示されている。
- 展示物
- 展示物
- 田口時代に展示保存されていたモハ14

## 利用案内
- 開館時間 - 9:00～17:00（受付終了：16:30）
- 休館日 - 火曜日（祝日の場合は翌平日）
- 入館料 - 一般：300円、小中学生：150円、未就学児：無料
- 交通アクセス - JR飯田線 本長篠駅からおでかけ北設に乗車。